# УНОВИС
УНОВИС («Утвердители нового искусства») — авангардное художественное объединение, созданное К. С. Малевичем в Витебске (Беларусь).

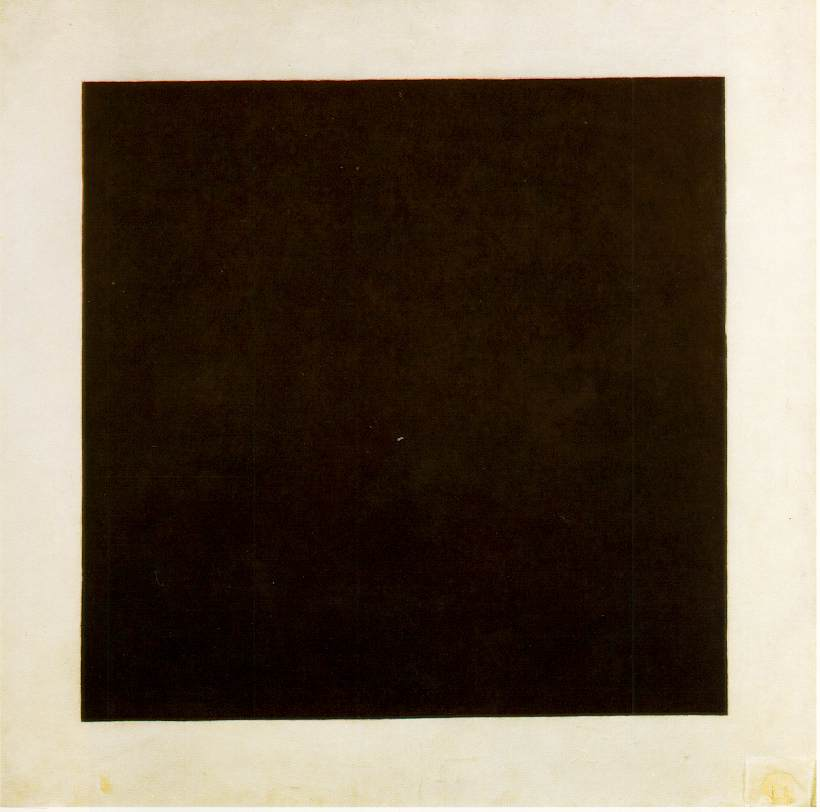
«Чёрный квадрат» Казимира Малевича — эмблема УНОВИС.

## История
Манифест УНОВИСа был опубликован Казимиром Малевичем в витебском журнале «Искусство» в 1921 году.
Объединение представляло собой ранний пример арт-группировки нового типа, созданной — что характерно для советского постреволюционного десятилетия — на базе госучреждения. Возникла эта группировка после того, как ректор новосозданной Народной художественной школы (позднее — Свободных художественных мастерских и, наконец, Витебского художественно-практического института) В. М. Ермолаева пригласила в 1919 Малевича для руководства живописной мастерской. Создатель супрематизма, приехав в Витебск, сплотил вокруг себя группу учеников (Л. М. Лисицкий, Е. М. Магарил, Н. М. Суетин, Л. М. Хидекель, Илья Чашник, Д. Якерсон, Л. А. Юдин, Н. И. Коган и др.), в число которых вошла и сама Ермолаева. Они устраивали выставки-обсуждения работ преподавателей и учеников, философские диспуты, активно участвовали в оформлении города к революционным праздникам. Впрочем, лояльность и даже «революционность» «уновисов» была политическим фасадом их супрематически-конструктивистской программы, полной независимого эстетического мистицизма, нацеленного на «создание чистого живописного образа» (как воплощения «нового сознания»), а не «утилитарных необходимостей» (Малевич, статья УНОВИС, 1921). Разного же рода дизайнерские разработки, в том числе и наглядный агитпроп, служили лишь педагогическими моделями этого идеала.

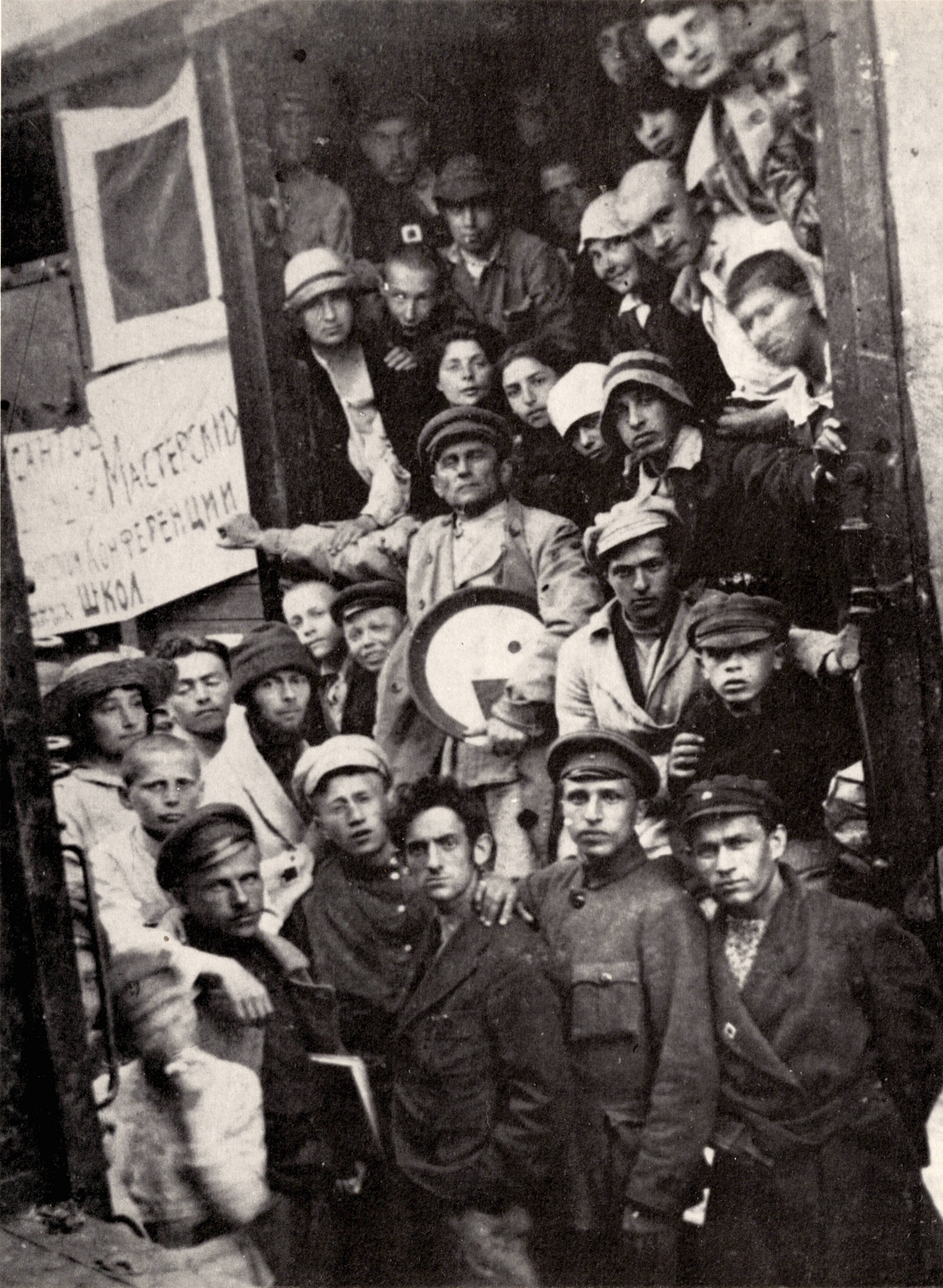
Фото членов УНОВИС, с Малевичем в центре.

По хронике УНОВИСа, составленной членом творкома И. Т. Гаврисом, видна активная работа новой творческой витебской организации: «17 января 1920. Организационное заседание группы молодых кубистов. 19 января. Группа названа „Молпосновис“, молодые последователи нового искусства. 28 января. Слияние младшей группы со старшей, название „Посновис“. Работа по репетированию и писанию декораций для оперы А. Кручёных „Победа над солнцем“ и супрематического балета. Митинги в мастерских и общий в школе о новом искусстве. 3 февраля. Принята программа занятий в мастерских Посновиса. 6 февраля. Выступление Посновиса с митингом-спектаклем („Победа над солнцем“. супрематический балет). 14 апреля. Ввиду того, что коллектив является не только последователем нового, но и его революционным учредителем, название установить УНОВИС — утвердителей нового искусства…». Родившуюся спустя неделю дочь К. Малевич назвал Уной. Чёрный квадрат являлся эмблемой членов УНОВИСа, его пришивали к рукаву.
УНОВИС поставил также «Войну и мир» В. Маяковского, собирался инсценировать «Сон в летнюю ночь» Шекспира. УНОВИС устраивал художественные выставки и конференции, публиковал статьи своих членов.

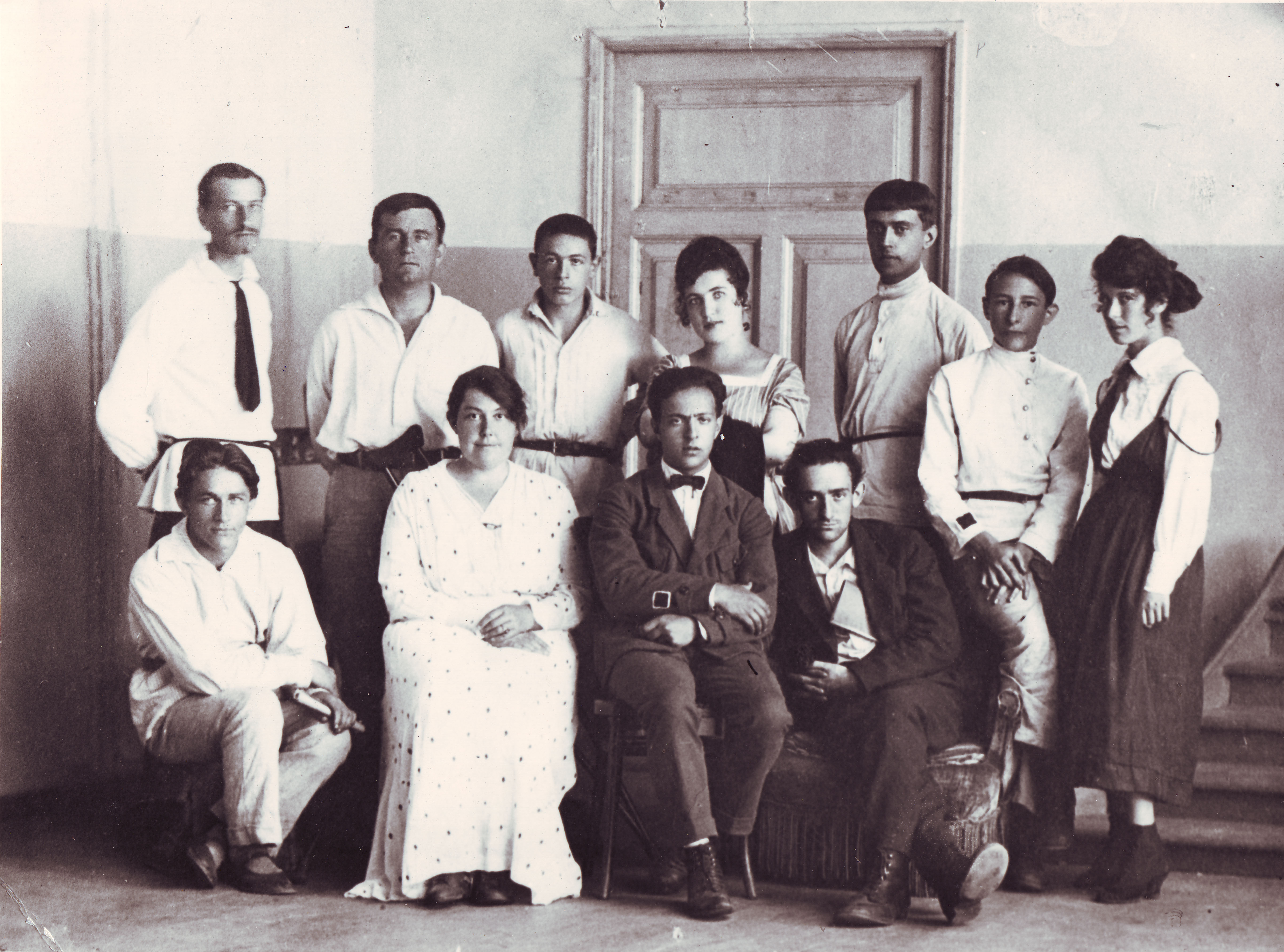
УНОВИС. Июнь 1922. Витебск. Стоят (слева направо): Иван Червинко, Казимир Малевич, Ефим Рояк, Анна Каган, Николай Суетин, Лев Юдин, Евгения Магарил. Сидят (слева направо): Михаил Векслер, Вера Ермолаева, Илья Чашник, Лазарь Хидекель

В 1920 открылся филиал УНОВИСа в Смоленске (под руководством польских художников, супругов В.Стржеминского и Е.Кобро), а также филиалы в Москве, Перми, Саратове и некоторых других городах. Но уже достаточно быстро — в связи с реорганизацией Наркомпроса и его анти-авангардным сдвигом «вправо» — условия работы резко ухудшились. Да и в бытовом плане в Витебске жить стало трудно. В объяснительной записке И. Т. Гавриса, ставшего после Веры Ермолаевой исполняющим обязанности ректора художественной школы, сказано: «Все иногородние преподаватели решили на почве голода бежать из Витебска… Преподаватели голодали, у Малевича на почве недоедания развился туберкулёз. Были проданы собственные необходимые вещи. Поддержки и инструктажа как от Главпрофобра, так и губпрофобра и профорганов не было. Институт был оставлен на произвол судьбы. Группа руководителей — Коган, Носков, Малевич — вместе с Ермолаевой бежали в Петроград, так как надежды на улучшение материального положения не было. Центр на запросы не отвечал…»
В мае 1922 года состоялся первый и последний выпуск учебного заведения, из 10 выпускников 8 были членами УНОВИСа. Н. Суетин, Л. Хидекель, И. Чашник, Л. Юдин и Н. Коган вместе с несколькими студентами младших курсов летом 1922 года уехали в Петроград. Витебская группа вошла в структуры созданного и руководимого Малевичем ГИНХУКа (Института художественной культуры).
Сравнительно кратковременная деятельность УНОВИСа стала, однако, этапной вехой в истории мирового авангарда, породив целый ряд радикальных преобразований традиционного художественного языка.